# Institut Eugeni d'Ors
L'Institut Eugeni D'Ors és un centre educatiu de secundària situat a Vilafranca del Penedès (Barcelona). S'hi pot estudiar l'ESO, batxillerat, cicles formatius i formació professional.

## Història
El 25 de setembre de 1933 apareixia el decret de la Generalitat pel qual es creava a Vilafranca un «Institut Nacional de Segona Ensenyança». Poc temps abans l'Ajuntament havia assignat per a aquesta funció una part de l'edifici de l'Hospital, on en aquell moment hi funcionava un col·legi de monges.
Aquest era l'anunci de la matriculació per al curs 1933-1934ː «Creat definitivament per Decret de 25 de setembre darrer, un Institut Elemental de segona Ensenyança a Vilafranca del Penedès, en compliment del disposat pel Decret de la mateixa data inserit a la Gaseta del dia 28 del mateix mes i d'acord amb el Consell de segona Ensenyança de Catalunya, queda oberta a la Secretaria de l'Ajuntament, la matrícula provisional per al curs 1933-34, per als alumnes que vulguin estudiar oficialment en l'esmentat Institut.»
Dies després, amb més de setanta alumnes inscrits, el centre prenia el nom oficial de «Milà i Fontanals». La inauguració oficial la feu el president Lluís Companys el 31 d'agost de 1934.
El batxillerat constava de sis cursos i la coeducació va ser un fet des del primer moment. Es feien moltes excursions. El segon any ja apareixia la primera revista feta per alumnes, L'Estudiantil, un butlletí informatiu quinzenal, majoritàriament en català (tot i que les classes eren en castellà). La festa gran de l'institut se celebrava el dia de Sant Tomàs, patró dels estudiants.
L'estiu de 1936 tingué lloc l'aixecament militar. Alguns professors marxaren, però les classes van continuar. Aviat la guerra civil condiciona el ritme de les activitats. L'institut participà en campanyes a favor de l'Hospital de Sang. Precisament l'ampliació d'aquest Hospital obligarà l'institut a deixar els seus locals. El desembre de 1937 alguns professors són mobilitzats. El novembre de 1938 una passa de diftèria fa tancar el centre una setmana. Vilafranca patí bombardeigs. El gener de 1939, una setmana abans de l'entrada de les tropes franquistes, l'Institut Milà i Fontanals, amb 188 alumnes, tancava les portes.
Tot just acabada la guerra, un grup de vilafranquins va iniciar les gestions per aconseguir un nou centre de batxillerat. La seu d'aquest nou centre seria el Palau Magarola –antiga escola dels maristes–, a la plaça de Sant Joan. Des de l'octubre de 1939 fins a 1950 es va ubicar en aquest edifici el Centro Comarcal de Enseñanza Media Milá y Fontanals, conegut pels vilafranquins com l'Institut. Per poder-hi admetre també noies, es va crear un centre virtual que es denominava Colegio Femenino de Enseñanza Media de Vilafranca i que tenia la seva seu en el mateix edifici que l'Institut. De fet, però, tot era un sol centre on els alumnes d'ambdós sexes compartien les aules, els professors i la major part del currículum. En aquest centre les noies representaven el 40 per cent de l'alumnat. Després de la creació del Laboral, i fins al 1957, continuarien funcionant dues aules de Batxillerat als pisos de dalt del Palau Magarola.
Entre 1950 i 1968 el Palau Magarola va acollir un nou centre d'ensenyament: el «Centro de Enseñanza Media y Profesional, modalidad agrícola y ganadera». Per als vilatans i penedesencs: El Laboral. Conegut com a Milá y Fontanals, l'Institut laboral va canviar el seu nom pel de Eugenio d'Ors arran de la mort d'aquest escriptor i filòsof, el setembre de 1954.
La creació de l'institut Laboral, estrictament masculí, va allunyar les noies de l'ensenyament mitjà públic de la vila. Caldria esperar al curs 1967-68 perquè una quinzena de noies entressin com a alumnes al Laboral, que des d'aquell moment també portaria l'adjectiu de mixt.
El Palau Magarola no era un edifici adequat per a l'ensenyament laboral. Des de 1953 els tallers s'instal·laren a l'antic teatre de l'Ateneu Obrer, al carrer de l'Ateneu. Les pràctiques agrícoles i ramaderes es feien a la pujada de Sant Salvador, sota el camp de futbol, en el lloc on més tard s'edificarien els actuals instituts Eugeni d'Ors i Alt Penedès. Els alumnes feien esport al petit pati del palau Magarola, al camp de futbol municipal o bé al Velòdrom.
Les obres del nou edifici s'havien iniciat el 1957, però la construcció de l'edifici comportava problemes constants. Finalment, el 1968 es va inaugurar amb la presidència del governador civil Garicano Goñi. El trasllat va coincidir amb la implantació d'un nou pla d'estudis (Batxillerat elemental unificat de sis cursos) i la incorporació de les noies.
Amb la democràcia arribaren el BUP i el COU i també s'impartiren les primeres classes de llengua catalana, tot i que fins al curs 1978/79 no van tenir cap mena de repercussió acadèmica en l'expedient de l'alumnat. Durant els anys 80 es va incorporar molt professorat jove i s'engegaren iniciatives com la Setmana Cultural. Un dels grans problemes del centre era absorbir l'increment d'alumnat, sobretot en les dècades dels 80 i 90. Un any després de la seva inauguració, el nou edifici ja quedava petit i es comentava de fer-ne una ampliació. Finalment, durant el curs 1980-81 l'Institut ja disposava d'una nova ala, si bé l'edifici vell començà a plantejar greus problemes estructurals i la zona dels tallers i el gimnàs estaven en situació quasi ruïnosa. El curs 1987-88 es construïa “la peixera”, un aulari de doble pis.
La reforma educativa impulsada per la LOGSE suposa grans canvis. L'ESO, la secundària obligatòria dels dotze als setze anys, porta a l'institut sectors socials que fins aleshores hi estaven poc representats. Aquesta diversitat s'ha accentuat els últims anys amb l'arribada de molts alumnes d'origen estranger. L'ESO comporta també un nou règim de portes tancades i la creació del menjador escolar.
L'altra gran novetat és la recuperació, el 1996, de la formació professional amb els nous Cicles Formatius de Grau Mitjà i de Grau Superior. Entre aquests cicles hi haurà, a partir del 2000, els d'informàtica.
A mitjans dels 90, l'APA es transforma en AMPA, s'organitza en vocalies, i entre altres iniciatives impulsa la biblioteca de l'institut.